# اسکار پیکوتا
اسکار پیکوتا (انگلیسی: Oskar Piechota؛ زادهٔ ۲۴ ژانویهٔ ۱۹۹۰) ورزشکار هنرهای رزمی ترکیبی اهل لهستان است. وی از سال ۲۰۱۱ میلادی تاکنون مشغول فعالیت بوده‌است.